# Kabinett Swyrydenko
Das Kabinett Swyrydenko ist die 22. Regierung der Ukraine. Sie folgte auf das Kabinett Schmyhal, wurde am 17. Juli 2025 gebildet und wird von Ministerpräsidentin Julija Swyrydenko geleitet. Es entstand nach dem Rücktritt des Ministerpräsidenten Denys Schmyhal am 16. Juli 2025.

## Hintergrund
Nachdem Denys Schmyhal am 15. Juli 2025 seinen Rücktritt eingereicht hatte und dieser am darauffolgenden Tag von der Werchowna Rada angenommen wurde, wählte das Parlament am 17. Juli auf Vorschlag des Präsidenten Wolodymyr Selenskyj die bisherige Erste Stellvertretende Ministerpräsidentin und Ministerin für Wirtschaft Julija Swyrydenko zur Nachfolgerin. Schmyhal wurde auf Vorschlag des Präsidenten zum Verteidigungsminister gewählt.
Die Anzahl der Ministerien wurde von 21 auf 16 reduziert. Dabei wurden das Wirtschaftsministerium, das Ministerium für Umwelt und natürliche Ressourcen sowie das Landwirtschaftsministerium zu einem Ministerium fusioniert. Zudem wurde das Ministerium für Nationale Einheit und das Ministerium für Sozialpolitik zusammengeführt und im Namen um Familie ergänzt. Das Infrastrukturministerium wurde endgültig nicht wiedergegründet, anders als bei der Regierungsumbildung im September 2024 noch angekündigt. Das Ministerium für Strategische Industrie wurde abgeschafft und in den Bereich des Verteidigungsministeriums überführt. Der Posten des Ministers des Ministerkabinetts wurde nicht vergeben. Das Ministerium für Kultur hat den Namenszusatz für strategische Kommunikation verloren.
Die Anzahl der stellvertretenden Ministerpräsidenten wurde von 5 auf 3 reduziert.

### Wahl
| Fraktion / Parlamentarische Gruppe | Für | Dagegen | Enthaltung | Nicht abgestimmt | Summe anwesende Abgeordnete |
| ---------------------------------- | --- | ------- | ---------- | ---------------- | --------------------------- |
| ▌Diener des Volkes                 | 201 | 0       | 1          | 9                | 211                         |
| ▌Europäische Solidarität           | 0   | 21      | 0          | 1                | 22                          |
| ▌Vaterland                         | 0   | 0       | 11         | 2                | 13                          |
| ▌Plattform für Leben und Frieden   | 15  | 0       | 0          | 0                | 15                          |
| ▌Stimme                            | 1   | 1       | 10         | 3                | 15                          |
| ▌Wiederherstellung der Ukraine     | 10  | 0       | 0          | 0                | 10                          |
| ▌Für die Zukunft                   | 12  | 0       | 1          | 1                | 14                          |
| ▌Vertrauen                         | 15  | 0       | 0          | 1                | 16                          |
| Summe                              | 254 | 22      | 23         | 17               | 316                         |

## Zusammensetzung
| Portfolio                                                                                             | Minister                                            | Foto | Amtszeit                                      |
| --- | --------------------------------------------------- | ---- | --------------------------------------------- |
| Ministerpräsidentin                                                                                   | Julija Swyrydenko                                   |      | 17. Juli 2025 –                               |
| Stellvertretende Ministerpräsidenten                                                                  |                                                     |      |                                               |
| Erster Stellvertretender Ministerpräsident Minister für digitale Transformation                       | Mychajlo Fedorow                                    |      | 17. Juli 2025 –                               |
| Stellvertretender Ministerpräsident für Fragen der europäischen und euroatlantischen Integration      | Taras Katschka (Тарас Андрійович Качка)             |      | 17. Juli 2025 –                               |
| Stellvertretender Ministerpräsident für Wiederaufbau Minister für Gemeindeentwicklung und Territorien | Oleksij Kuleba (Олексій Володимирович Кулеба)       |      | 17. Juli 2025 –                               |
| Minister                                                                                              |                                                     |      |                                               |
| Minister für Innere Angelegenheiten                                                                   | Ihor Klymenko                                       |      | 17. Juli 2025 –                               |
| Minister für Wirtschaft, Umweltschultz und Landwirtschaft                                             | Oleksij Sobolew (Олексій Дмитрович Соболев)         |      | 17. Juli 2025 –                               |
| Ministerin für Energie                                                                                | Switlana Hrynchuk (Світлана Василівна Гринчук)      |      | 17. Juli 2025 –                               |
| Minister für Äußere Angelegenheiten                                                                   | Andrij Sybiha                                       |      | 17. Juli 2025 –                               |
| Ministerin für Kultur                                                                                 | Halyna Hryhorenko (Галина Володимирівна Григоренко) |      | 17. Juli 2025 – 28. Juli 2025 (kommissarisch) |
| Ministerin für Kultur                                                                                 | Tetjana Bereschna (Тетяна Василівна Бережна)        |      | 28. Juli 2025 – (kommissarisch)               |
| Minister für Jugend und Sport                                                                         | Matwij Bidnyj (Матвій Вікторович Бідний)            |      | 17. Juli 2025 –                               |
| Minister der Verteidigung                                                                             | Denys Schmyhal                                      |      | 17. Juli 2025 –                               |
| Ministerin für Veteranenangelegenheiten                                                               | Natalija Kalmykowa (Наталія Фернандівна Калмикова)  |      | 17. Juli 2025 –                               |
| Minister für Bildung und Wissenschaft                                                                 | Oksen Lissowyj (Оксен Васильович Лісовий)           |      | 17. Juli 2025 –                               |
| Minister für Gesundheitsschutz                                                                        | Wiktor Ljaschko (Віктор Кирилович Ляшко)            |      | 17. Juli 2025 –                               |
| Minister für Gemeindeentwicklung und Territorien                                                      | Oleksij Kuleba (Олексій Володимирович Кулеба)       |      | 17. Juli 2025 –                               |
| Minister für Sozialpolitik, Familie und Einheit der Ukraine                                           | Denys Uljutin (Денис Валерійович Улютін)            |      | 17. Juli 2025 –                               |
| Minister der Finanzen                                                                                 | Serhij Martschenko (Сергій Михайлович Марченко)     |      | 17. Juli 2025 –                               |
| Minister für Digitale Transformation                                                                  | Mychajlo Fedorow                                    |      | 17. Juli 2025 –                               |
| Minister der Justiz                                                                                   | Herman Haluschtschenko                              |      | 17. Juli 2025 –                               |